# 열애 (2013년 드라마)
《열애》는 2013년 9월 28일부터 2014년 3월 23일까지 방영한 SBS 주말극장으로, 부모 세대의 갈등과 운명으로 인해 비극을 겪게 되는 세 남녀의 애절한 사랑과 치열한 성공을 다룬 드라마다.

## 등장 인물

### 주요 인물
- 전광렬 : 강문도 역 - 강무열의 아버지
- 황신혜 : 홍난초 역 - 홍수혁의 어머니, 강문도의 내연녀
- 전미선 : 양은숙 역 - 강무열의 어머니
- 성훈 : 강무열 역 (아역 이원근)
- 최윤영 : 한유정 역 (아역 이혜인)
- 심지호 : 홍수혁 역 (아역 무진성)

### 강무열의 주변 인물
- 주현 : 양태신 역 - 태신유업 창업주, 강문도의 장인 (특별출연)
- 진서연 : 강문희 역 - 강문도의 동생
- 강서준 : 박종혁 역 - 유민수의 대학 후배
- 윤미라 : 장복희 역 - 양은숙의 어머니
- 우희진 : 양혜숙 역 - 양은숙의 동생
- 오대규 : 유민수 역 - 양혜숙의 동거남

### 한유정의 주변 인물
- 서주현 : 한유림 역 - 4화에 교통사고당하다. 구급차안에서 과다출혈로 사망
- 강신일 : 한성복 역 - 한유림과 유정의 아버지 (특별출연)
- 송채환 : 송경희 역 - 한유림과 유정의 어머니
- 이한위 : 반수봉 역 - 목장주
- 전수경 : 주남옥 역 - 반수봉의 아내
- 김윤서 : 반달 역 - 한유정의 학원 친구, 반수봉과 주남옥의 딸
- 이정혁 : 반태양 역 - 반달의 연년생 오빠
- 김혜지 : 차미래 역 - 초원목장 연구소 인턴 직원, 민수의 제자

### 그 외 인물
- 정찬 : 백영훈 역
- 김준형 : 임세경 역
- 박정우 : 김비서 역
- 박성민 : 최 변호사 역
- 반소영 : 다빈이 생모 역
- 김호창 : 은행직원 역
- 윤지민 : 다빈 역
- 이영재 : 손동호 역

### 특별출연
- 정규수

## 시청률
최저 시청률과 최고 시청률은 시청률 조사회사와 지역별로 시청률에 차이가 있을 수 있습니다.
| 2013년      | 2013년      | 2013년         | 2013년       | 2013년         | 2013년       |
| 회차        | 방송일      | TNmS 시청률    | TNmS 시청률  | AGB 시청률     | AGB 시청률   |
| 회차        | 방송일      | 대한민국(전국) | 서울(수도권) | 대한민국(전국) | 서울(수도권) |
| ----------- | ----------- | -------------- | ------------ | -------------- | ------------ |
| 제1회       | 9월 28일    | 6.0%           | 6.7%         | 6.2%           | 7.2%         |
| 제2회       | 9월 29일    | 5.9%           | 6.3%         | 7.4%           | 7.8%         |
| 제3회       | 10월 5일    | 6.0%           | 6.5%         | 5.9%           | 6.9%         |
| 제4회       | 10월 6일    | 6.8%           | 7.7%         | 6.9%           | 7.4%         |
| 제5회       | 10월 12일   | 8.3%           | 9.3%         | 7.4%           | 7.7%         |
| 제6회       | 10월 13일   | 7.4%           | 8.2%         | 7.4%           | 8.3%         |
| 제7회       | 10월 19일   | 6.2%           | 6.9%         | 6.5%           | 6.9%         |
| 제8회       | 10월 20일   | 6.4%           | 7.1%         | 6.9%           | 7.2%         |
| 제9회       | 10월 26일   | 6.4%           | 7.4%         | 6.1%           | 6.2%         |
| 제10회      | 10월 27일   | 7.8%           | 8.6%         | 7.7%           | 8.3%         |
| 제11회      | 11월 2일    | 6.3%           | 6.6%         | 7.1%           | 7.7%         |
| 제12회      | 11월 2일    | 11.1%          | 11.4%        | 11.9%          | 11.8%        |
| 제13회      | 11월 9일    | 7.1%           | 7.6%         | 6.5%           | 6.9%         |
| 제14회      | 11월 10일   | 6.5%           | 7.1%         | 6.9%           | 7.1%         |
| 제15회      | 11월 16일   | 5.4%           | 6.2%         | 6.4%           | 6.7%         |
| 제16회      | 11월 17일   | 6.5%           | 7.2%         | 6.6%           | 7.4%         |
| 제17회      | 11월 23일   | 5.9%           | 6.7%         | 6.5%           | 6.4%         |
| 제18회      | 11월 24일   | 6.5%           | 6.9%         | 7.6%           | 8.0%         |
| 제19회      | 11월 30일   | 5.7%           | 5.8%         | 6.0%           | 7.0%         |
| 제20회      | 12월 1일    | 6.7%           | 7.5%         | 6.9%           | 7.3%         |
| 제21회      | 12월 7일    | 6.4%           | 7.0%         | 5.7%           | 6.7%         |
| 제22회      | 12월 8일    | 5.7%           | 5.8%         | 6.2%           | 6.7%         |
| 제23회      | 12월 14일   | 6.0%           | 6.6%         | 6.2%           | 7.1%         |
| 제24회      | 12월 15일   | 7.1%           | 8.1%         | 7.6%           | 8.2%         |
| 제25회      | 12월 21일   | 5.2%           | 5.9%         | 6.0%           | 6.8%         |
| 제26회      | 12월 22일   | 6.8%           | 7.2%         | 7.4%           | 8.0%         |
| 제27회      | 12월 28일   | 6.6%           | 7.1%         | 6.5%           | 7.4%         |
| 2014년      |             |                |              |                |              |
| 제28회      | 1월 4일     | 6.9%           | 7.4%         | 7.4%           | 7.8%         |
| 제29회      | 1월 5일     | 7.3%           | 7.7%         | 7.5%           | 8.5%         |
| 제30회      | 1월 11일    | 7.1%           | 7.9%         | 7.5%           | 7.9%         |
| 제31회      | 1월 12일    | 6.1%           | 6.8%         | 7.0%           | 7.7%         |
| 제32회      | 1월 18일    | 7.8%           | 8.8%         | 7.5%           | 7.5%         |
| 제33회      | 1월 19일    | 7.3%           | 8.6%         | 7.0%           | 7.1%         |
| 제34회      | 1월 25일    | 8.0%           | 8.3%         | 7.6%           | 8.2%         |
| 제35회      | 1월 26일    | 7.8%           | 9.1%         | 7.9%           | 8.0%         |
| 제36회      | 2월 9일     | 6.2%           | 7.2%         | 6.7%           | 6.8%         |
| 제37회      | 2월 16일    | 8.2%           | 9.4%         | 9.2%           | 9.7%         |
| 제38회      | 2월 22일    | 8.2%           | 8.4%         | 8.5%           | 8.8%         |
| 제39회      | 2월 23일    | 8.3%           | 9.2%         | 7.8%           | 8.3%         |
| 제40회      | 3월 1일     | 8.3%           | 9.3%         | 7.9%           | 8.0%         |
| 제41회      | 3월 2일     | 7.8%           | 8.5%         | 8.5%           | 8.8%         |
| 제42회      | 3월 8일     | 7.1%           | 7.4%         | 7.6%           | 7.6%         |
| 제43회      | 3월 9일     | 7.5%           | 8.1%         | 8.5%           | 8.5%         |
| 제44회      | 3월 15일    | 7.3%           | 7.7%         | 7.5%           | 8.0%         |
| 제45회      | 3월 16일    | 7.9%           | 8.5%         | 8.1%           | 8.4%         |
| 제46회      | 3월 22일    | 7.5%           | 8.1%         | 7.3%           | 7.7%         |
| 제47회      | 3월 23일    | 7.7%           | 8.5%         | 8.7%           | 8.9%         |
| 평균 시청률 | 평균 시청률 | 7.0%           | 7.7%         | 7.3%           | 7.7%         |

## 수상
- 2013년 SBS 연기대상 장편드라마부문 남자 최우수상연기상 전광렬

## 결방
- 2013년 11월 3일 : 특집 드라마 낯선 사람 편성으로 결방(전날 11~12회 연속).
- 2013년 12월 29일 : SBS 가요대전으로 인해 결방.
- 2014년 2월 1일, 2월 2일 : 설날 특집드라마 시월의 어느 멋진 날에 방송으로 결방.
- 2014년 2월 8일, 2월 15일 : 2014 소치 동계올림픽 중계방송으로 결방.

## 동시간대 드라마
- KBS 2TV 주말 드라마 왕가네 식구들
- KBS 2TV 주말 드라마 참 좋은 시절
- MBC 주말 드라마 사랑해서 남주나